# Scopula parumnotata
Scopula parumnotata är en fjärilsart som beskrevs av W. Warren 1898. Scopula parumnotata ingår i släktet Scopula och familjen mätare. Inga underarter finns listade.